# فاير إمبلم (لعبة فيديو)
فاير إمبلم ((بالإنجليزية: Fire Emblem)‏، (باليابانية: ファイアーエムブレム)، (تلفظ: فايا إموبوريمو؛ يترجم كـ «شعار النار»)) المعروف أيضًا رسميًا باسم فاير إمبلم: ذا بلازنج بليد، هي لعبة لعب أدوار تكتيكية طورتها الأنظمة الذكية ونشرتها نينتندو لوحدة تحكم ألعاب الفيديو المحمولة غيم بوي أدفانس. هذا هو الإدخال السابع في سلسلة فاير إمبلم، الثاني الذي يتم إصداره للمنصة بعد فاير إمبلم: ذا بايندج بليد [الإنجليزية]، والأول الذي يتم ترجمته للجماهير الغربية. تم إصداره في اليابان وأمريكا الشمالية عام 2003، وفي أوروبا وأستراليا عام 2004.
اللعبة عبارة عن مقدمة لـ ذا بايندج بليد، التي تدور أحداثها في قارة إليبي الخيالية. يروي قصة لين وإليوود وهيكتور، الثلاثة اللوردات الشباب الذين اجتمعوا معًا في رحلة للعثور على والد إليوود المفقود إلبيرت أثناء إحباط مؤامرة أكبر تهدد استقرار إليبي. تتميز طريقة اللعب، المستمدة من إدخالات فاير إمبلم السابقة، بقتال تكتيكي بين الجيوش على خريطة قائمة على الشبكة. يتم تخصيص فئات شخصيات مختلفة تؤثر على القدرات وتتعرض الموت الدائم [الإنجليزية] إذا هُزمت في المعركة.
بدأ التطوير في عام 2002 كعنوان مصاحب لـ ذا بايندج بليد، ولكن تم إطالة التطوير من نافذة أولية مدتها سبعة أشهر مع إضافة ميزات جديدة. في حين أن سلسلة فاير إمبلم ظلت حصرية لليابان بسبب المخاوف بشأن الصعوبة، ونجاح أدفانس وير والطلب الشعبي بعد إدراج شخصيات فاير إمبلم في سوبر سماش برذرز ميلي. دفعت ميلي إلى توطين اللعبة. تم إصدار اللعبة لمبيعات إيجابية وشهرة دولية من النقاد، مما أدى إلى إنشاء سلسلة فاير إمبلم في الغرب. تسبب نجاحها في الخارج في إطلاق جميع الألعاب اللاحقة (باستثناء فاير إمبلم: لغز جديد للشعار [الإنجليزية]) خارج اليابان.

## اللعب
فاير إمبلم هي لعبة لعب أدوار تكتيكية حيث يلعب اللاعبون دور أبطال القصة لين وإليوود وهيكتور أثناء تنقلهم في مهام قائمة على القصة عبر قارة إليبي الخيالية. يأخذ اللاعب دور تكتيكي غير مرئي يوجه جيش اللاعب. تنقسم حملة اللاعب الفردي إلى فصول تبدأ بشكل عام بعناصر القصة المقدمة من خلال استخدام مشاهد متحركة مع صور ثابتة للشخصيات الرئيسية، ثم تتبعها معركة مع عدو؛ بعد كل معركة، يتم منح اللاعب الفرصة لحفظ تقدمه. يتم اكتساب العملة داخل اللعبة إما من خلال المعارك في ساحات اللعبة المختلفة أو من خلال وسائل أخرى، بدلاً من هزيمة الوحدات. يمكن استخدام العملة لشراء سلع وأسلحة جديدة من التجار في مواقع محددة داخل الخرائط. يمكن أيضًا تبادل العناصر بين الوحدات أثناء المعارك.
تدور المعارك في القصة على خرائط مقسمة إلى شبكة مربعة الشكل. تخضع إجراءات المعركة لنظام قائم على الدور حيث يتم منح كل وحدة على كلا الجانبين فرصة للتحرك والعمل. أثناء اللعب، تظهر تأثيرات الطقس والتضاريس مثل ضباب الحرب أو عناصر البيئة التي يمكن التلاعب بها لصالح أحد الأطراف، مما يؤثر على تقدم المعركة. يتم تقسيم الوحدات بين وحدات اللاعب والأعداء ووحدات الشخصيات المتحالفة من الغير قابلة للاعب (NPC). يتم عرض نطاق الحركة ونطاق الهجوم لكل وحدة عند تحديدها. يجب على اللاعب مسح الخريطة للتقدم في القصة: يمكن أن تختلف أهداف مسح المستوى من هزيمة جميع الأعداء إلى الاستيلاء على معاقل أو إنقاذ الشخصيات غير القابلة للعب. عند إشراك وحدة، ينتقل المشهد إلى معركة بين اللاعب ووحدة العدو، مع تشغيل الرسوم المتحركة للمعركة. عندما تتعرض لهجوم، تفقد الشخصية نقاط الصحة (HP). بالنسبة لشخصيات اللاعب، يمكن استعادة نقاط الصحة بالعناصر أو بالوحدات ذات السحر الشافي؛ يمكن أيضًا استعادتها بالوقوف على الحصون أو البوابات أو القلاع، أو باستخدام تعويذة خاصة تعويذة الصحة بناءً على الضرر الذي يلحق بالعدو.
تخضع كل وحدة لنظام فئة الشخصية [الإنجليزية]، حيث تؤثر فئتها على الأسلحة التي يمكنهم استخدامها. بعد كل عمل في المعركة تكسب نقاط خبرة (EXP). عند الوصول إلى 100 نقاط خبرة، ترتفع مستويات الوحدة ويتم رفع إحصائياتها مثل قوة الهجوم والدفاع بشكل عشوائي، بينما تزداد تصنيفات الأسلحة بشكل طبيعي عند استخدام أسلحتها الخاصة. عند الوصول إلى المستوى 10، واستخدام عنصر خاص، يمكن ترقية فئة الوحدة إلى إصدار أكثر قوة مع إمكانية الوصول إلى عناصر وأسلحة جديدة. إذا هُزمت وحدة في المعركة، فإنها تخضع للموت الدائم، وتتم إزالتها من جميع المواجهات المستقبلية والقصة الشاملة مع استثناءات قليلة للشخصيات المرتبطة بالقصة. إذا سقطت الشخصيات الحاسمة في القصة مثل لين وإليوود وهيكتور، تنتهي اللعبة ويجب على اللاعب إعادة تشغيل المستوى.
تخضع نقاط القوة والضعف في السلاح لسلسلة «نظام مثلث الأسلحة»؛ الفؤوس أقوى من الرماح والرماح أقوى من السيوف والسيوف أقوى من الفؤوس. الأقواس مستقلة عن النظام، فهي فعالة ضد الوحدات المحمولة جواً. نظام مشابه، يُدعى سحر الثالوث داخل اللعبة، يتحكم في كيفية تفاعل الأنواع المختلفة من التعاويذ؛ السحر العنصري قوي ضد الضوء والضوء ضد الظلام والظلام ضد العناصر. تزداد قوة أنواع الأسلحة المخصصة لوحدة معينة من خلال الاستخدام، حيث تتراوح رتبتها من E إلى S، حيث تكون S هي أعلى درجة تقارب ممكنة مع شخصية مروج لها. تحتوي الشخصيات أيضًا على نظام دعم، حيث يقوي التحدث في المعركة علاقة شخصيتين، وبالتالي يوفر تعزيزات إحصائية. كلما ارتفعت رتبة الدعم، والتي تتراوح من "C" إلى "A"، كان التعزيز أفضل.
خارج الحملة الرئيسية، يمكن للاعبين القتال ضد الذكاء الاصطناعي للعبة (AI) في لينك أرينا: بعد بناء فريق، يخوض اللاعب معركة ضد وحداته الخاصة التي تسيطر عليها الذكاء الاصطناعي. يتميز فاير إمبلم أيضًا بخيار لينك أرينا متعدد اللاعبين حيث يمكن لما يصل إلى أربعة لاعبين الارتباط والقيام بمعركة مع فرق من الشخصيات من ملف حفظ اللاعب الفردي. يختار اللاعبون ما يصل إلى خمسة أحرف ويقومون بتجهيزهم كما في القصة الرئيسية. أثناء المعركة، يتناوب كل لاعب على الهجوم بشخصية واحدة. يتم اختيار الأسلحة تلقائيًا لكل معركة. يتم تحديد النصر إما من خلال البقاء على قيد الحياة لفترة من الوقت أو تجميع أكبر عدد من النقاط.

## الملخص
تدور أحداث فاير إمبلم في قارة إليبي الخيالية، قبل عشرين عامًا من أحداث فاير إمبلم: ذا بايندج بليد [الإنجليزية] : في العصور القديمة، تعايش البشر والتنانين، لكن البشر انقلبوا على التنانين وطردوها في صراع يسمى " فاير إمبلم: ذا بايندج بليد [الإنجليزية] ". طوال اللعبة، يسافر اللاعب عبر بلاد ساكاي، أرض البدو؛ ليثيا، تحالف المركيز بما في ذلك فيراي وأوستيا؛ وبرن، مملكة عسكرية.
يتبنى اللاعب وجهة نظر خبير تكتيكي عثرت عليه فتاة اسمها لين. تكتشف لين أن والدتها المتوفاة هي الابنة المنفصلة لمركزة كايلين، هاوسن، التي تسعى إلى المصالحة معها ومع أسرتها. بدأت رحلة إلى كايلين، لكنها تعرضت للهجوم من شقيق هاوزن الأصغر المتهور، لوندجرين، الذي يريد قتلها وهاوزن لتولي السلطة في كايلين بنفسه. أثناء سعيها، تحمي لين شاعرًا مسافرًا يُدعى نيلز من نقابة قاتلة تُدعى الناب الأسود، بينما يتم إنقاذ شقيقته نينيان من قبل إليوود، ابن ماركيز إلبرت من فيراي. لين تهزم لوندجرين وتلتقي مع جدها.
بعد عام واحد، اختفى إلبرت، مما دفع إليوود وصديقه هيكتور، الأخ الأصغر لماركيس أوثر من أوستيا، للتحقيق. يكتشف الزوجان أن الناب الأسود قد حرض ماركيز دارين من لاوس على التمرد على ليقيا، وتم القبض على إلبرت عندما رفض التعاون. بعد إنقاذ لين من قوات دارين، قام الثلاثة بملاحقته إلى جزيرة الفزع. هناك، يجتمعون مع نينيان ونيلز ويتعلمون أن الساحر المسمى نيرغال يتلاعب بالناب الأسود؛ يسعى لإثارة حرب واسعة النطاق في إليبي، مما يوفر له قدرًا هائلاً من «الجوهر»، أو قوة الحياة من المحاربين الذين سقطوا، وإجبار الأشقاء على فتح بوابة التنين واستدعاء التنانين إلى إليبي. قتل الحزب دارين، لكن إلبرت مات وهو يلقي بجرح خطير لنيرغال. يعود الحزب إلى أوستيا لإبلاغ أوثر بالأحداث الأخيرة الذي يوجههم إلى صحراء النبطية الغربية. هناك، يلتقيان بـ آركساج آثوس، الذي يرسلهم إلى برن للعثور على ضريح الأختام. في برن، ينقذ الأبطال الأمير زيفيل من محاولة اغتيال دبرها والده الغيور الملك ديزموند. وبدافع الامتنان، أعطتهم ملكة برن توجيهات إلى ضريح الأختام. في الضريح، تلتقي الحفلة بالبطل القديم براميمون، الذي يفتح الأختام بلازنج بليد دوراندال وتاندر أرمادس حتى يتمكنوا من معارضة نيرجال. ومع ذلك، يعود نيرجال ويلتقط نينيان. يجمع الأبطال الأسلحة الأسطورية، لكن نيرجال يخدع إليوود ليقتل نينيان، الذي تم الكشف عن أنه نصف تنين مع نيلز. تعود المجموعة إلى أوستيا، حيث علم هيكتور أن أوثر مات بسبب مرض. يعود الحزب وأثوس إلى جزيرة دريد ويهزمون نيرجال، الذي يستدعي ثلاثة تنانين بآخر قوته. يصل براميمون ويحيي نينيان، الذي طرد اثنين من التنانين؛ الأبطال يذبحون آخر تنين في المعركة.
في أعقاب ذلك، يبذل أتوس كل طاقته ويتوقع صراعًا في المستقبل ينشأ في برن قبل رحيله. يعود نيلز ونينيان عبر بوابة التنين ويختمونها. يصبح إليوود مركيزًا لفيراي، ويرث هيكتور لقب أخيه كمركب أوستيا، وتتنازل لين عن مطالبتها بكايلين وتعود إلى ساكاي. بعد خمسة عشر عامًا، اجتمع إليوود وهيكتور وعرّفوا طفليهما روي وليلينا على بعضهما البعض، وناقشا اغتيال ديزموند الأخير. في هذه الأثناء، يواجه زيفيل المرير رجلًا برداء يتهمه بإيقاظ تنين شيطاني، مما أدى إلى أحداث فاير إمبلم: ذا بايندج بليد [الإنجليزية].

## التطوير
تم إنشاء فاير إمبلم، المعروف في اليابان باسم ريكا نو كين [الإنجليزية]، بواسطة مطور سلسلة الأنظمة الذكية. قام كل من تورو ناريهيرو وتاكيهيرو إيزوشي من شركة إنتيليجنت سيستمز بدور المنتجين، وأشرف هيتوشي ياماغامي من نينتندو مع تايكو كانيدا وكينتارو نيشيمورا كمخرجين. كتب السيناريو كين يوكوياما وكوهي مايدا. تم تصميم الشخصيات بواسطة ساشيكو وادا، التي ستعيد تمثيل دورها في فاير إمبلم: ذا ساكريد ستونز [الإنجليزية]. كان الفنان الثاني في المشروع هو ريو هيراتا، الذي سبق أن قام بعمل توضيحي لـ برودكشن آي جي وسيواصل العمل على ذا ساكريد ستونز. قام إيجي كانيدا، الذي عمل على ذا بايندج بليد، بعمل توضيحي غير معتمد. تم عمل رسومات الخلفية، خاصة تلك الخاصة بـ فير دراجون، بواسطة دايسوكي إيزوكا. قام بتأليف الموسيقى يوكا تسوجيوكو، التي عملت على كل لعبة منذ بداية السلسلة، على الرغم من أن فاير إمبلم سيكون آخر أعمالها في المسلسل كمؤلفة. ساعدتها ساكي هاروياما.
بدأ تطوير شعار النار في عام 2002 بعد إصدار شفرة التجليد . تم تصميمه ليكون عنوانًا مصاحبًا مبنيًا على أساس ذا بايندج بليد، وقد قُدِّر وقت التطوير في البداية بسبعة أشهر. تم بناء القصة حول ثلاث شخصيات رئيسية ونقاط قوتهم في المعركة؛ تم جعل الشخصية المركزية إليوود ضعيفة إلى حد ما لتلائم مفهوم الوضع «السهل» للاعبين الجدد، بينما قدم كل من لين وهيكتور تحديات لعب أكثر حدة وتغيير أجزاء القصة. كما هو الحال مع ذا بايندج بليد، تم تمثيل «فاير إمبلم» الفخري كرمز عائلي. خضعت طريقة اللعب، التي كانت مطابقة في البداية لـ ذا بايندج بليد، لتغييرات متعددة بما في ذلك التوسعات في دور اللاعب في القصة من خلال الشخصية الإستراتيجية غير المرئية، وساعدت مراحل البرنامج التعليمي الإضافية على تقديم الآليات للاعبين جدد. نظرًا للميزات الإضافية المتعددة، استمر التطوير في النهاية لأكثر من عام. تم تضمين البرنامج التعليمي لأن الصعوبة الشديدة في اللعبة أثبتت أنها ضارة للاعبين الجدد ؛ تم تضمينه لجعل فاير إمبلم سلسلة رئيسية لـ نينتندو. يمكن فتح محتوى إضافي عن طريق توصيل اللعبة بـ ماريو كارت: دبل داش عبر كابل وصل غيم كيوب وغيم بوي أدفانس.

## النشر
تم الإعلان عن فاير إمبلم لأول مرة في أوائل عام 2003. كان هذا هو العنوان الثاني في سلسلة فاير إمبلم الذي تم تطويره لـ غيم بوي أدفانس بينما يتوافق أيضًا مع غيم بوي أدفانس أس بي الذي تم إصداره حديثًا، وهو إصدار مطور من GBA. تم إصداره في 25 أبريل 2003. قبل عام 2017، تمت ترجمة الترجمة اليابانية للعبة باسم ذا سورد أوف فليم. في عام 2017، تمت ترجمة العنوان الفرعي رسميًا بواسطة نينتندو باسم 'ذا بلازنج بليد'. تم إصدار اللعبة لاحقًا على فرتشول كونسول لـ وي يو في 14 مايو 2014.

### الموقع
كان مفهوم إضفاء الطابع المحلي على لعبة فاير إمبلم في الغرب موجودًا منذ بعض الوقت، لكن العناصر المشتركة للاستخدام المكثف للنص والرؤية القائلة بأن ألعاب RPG التكتيكية ستقابل بمبيعات منخفضة في الخارج أبقت السلسلة حصرية لليابان. عامل رئيسي آخر كان ظهور روي من ذا بايندج بليد ومارث من فاير إمبلم: شادو دراغن أند ذا بلايد أوف لايت في لعبة القتال عام 2001 سوبر سماش برذرز ميلي. أراد مدير ميلي، ماساهيرو ساكوراي، تضمين مارث منذ إصدار سوبر سماش برذرز، وضمه كجزء من دفعة من أجل المزيد من الشخصيات التي تستخدم السيف. من ناحية اللعب، تم تضمين روي ليكون بمثابة استنساخ لمارث. كانت هناك صعوبات بما في ذلك كل من مارث وروي لأن سلسلة فاير إمبلم لم تشهد إصدارًا خارجيًا في تلك المرحلة. تمكن ساكوراي، بدعم من نينتندو الأمريكية، من الحفاظ على مارث وروي في اللعبة. القاعدة المتنامية لألعاب لعب الأدوار التكتيكية بما في ذلك الحروب المتقدمة، بالإضافة إلى الاهتمام الذي اكتسبه ظهور روي ومارث في ميلي، يعني أن نينتندو كانت أكثر استعدادًا لجلب فاير إمبلم في الخارج. وفي مقابلة لاحقة، قال منتج الترجمة تيم أوليري إن إضفاء الطابع المحلي على العنوان كان أكثر صعوبة من خليفته ذا ساكريد ستونز، ولكنه كان أصغر حجمًا من باث أوف رادينس [الإنجليزية].
تم التلميح إلى الإصدار الغربي لأول مرة في منتصف عام 2003، عندما تم إدراجه في قائمة الإصدارات المسربة من نينتندو أمريكا. تم عرضه لأول مرة في معرض الترفيه الإلكتروني 2003، إلى جانب عرض توضيحي قابل للعب. لإصداره الغربي، تمت إزالة العنوان الفرعي، حيث أطلق عليه ببساطة لقب «فاير إمبلم». تم إصدار اللعبة في أمريكا الشمالية في 3 نوفمبر 2003؛ وفي أستراليا في 20 فبراير 2004؛ وفي أوروبا يوم 16 يوليو. تم إعادة إصداره لاحقًا على وحدة تحكم افتراضية لـ وي يو في 21 أغسطس 2014 في أوروبا؛ وفي أمريكا الشمالية في 4 ديسمبر من ذلك العام.

## الاستقبال
| استقبال |                     |
| --- | ------------------- |
| مجموع النقاط المجموع نقاط ميتاكريتيك 88/100 (31 reviews) [ 30 ] نتائج المراجعة نشرة نقاط يورو غيمر 9/10 [ 31 ] فاميتسو 34/40 [ 32 ] غيم برو 4.5/5 [ 33 ] غيم سبوت 8.9/10 [ 34 ] غيم سباي [ 35 ] آي جي إن 9.5/10 [ 36 ] بال جي إن 9/10 [ 37 ] |                     |
| مجموع النقاط |                     |
| المجموع | نقاط                |
| ميتاكريتيك | 88/100 (31 reviews) |
| نتائج المراجعة |                     |
| نشرة | نقاط                |
| يورو غيمر | 9/10                |
| فاميتسو | 34/40               |
| غيم برو | 4.5/5               |
| غيم سبوت | 8.9/10              |
| غيم سباي | [ 35 ]              |
| آي جي إن | 9.5/10              |
| بال جي إن | 9/10                |

قوبل فاير إمبلم بتعليقات إيجابية بشكل عام من النقاد. في موقع ميتاكريتيك الكلي، حصل فاير إمبلم على درجة 88/100 بناءً على 31 تقييمًا. كان سادس لقب GBA الأفضل مراجعة لعام 2003.
أشادت مجلة فاميتسو اليابانية بالشخصيات وشعرت أنها إضافة مناسبة لسلسلة فاير إمبلم، بينما أشار توم برامويل من يورو غيمر إلى أن القصة تشبه أفضل الأمثلة في النوع الياباني الذي يلعب الأدوار وتكامله شبه السلس. مع ميكانيكا اللعب. وصف مراجع غيم برو ستار دينجو السرد بأنه «خيوط خيالية كلاسيكية معقدة (ولكن ليست معقدة)»، بينما وصف بيثاني ماسيميلا من غيم سبوت معيار القصة بينما امتدح الكتابة وتطوير الشخصية. أشاد كريستيان نات من غيم سباي بالكتابة باعتبارها ممتعة للغاية لكل من الإصدارات اليابانية والغربية، ويعتقد كريج هاريس من آي جي إن أن اللعبة كانت متفوقة على أدفانس وير من خلال تصويرها للشخصيات على الرغم من بعض الشكاوى البسيطة حول الشخصيات التي ظلت على قيد الحياة لأسباب تتعلق بالقصة بالرغم من الوقوع في المعركة. علق أندرو بيرنز، مراجع شبكة ألعاب بي أي أل [الإنجليزية] أن القصة اكتسبت ميزة جادة بمجرد اكتمال قوس القصة الافتتاحية لـ لين.
عند الحديث عن طريقة اللعب، كان فاميتسو مختلطًا قليلاً حول بعض الجوانب؛ أشاد أحد النقاد بالبرنامج التعليمي الإضافي للسماح للاعبين الجدد بالتخفيف من طريقة اللعب المتسلسلة، بينما قارن آخر البرنامج التعليمي بأم مزعجة وقال ذلك وقد يشعر التكتيكي غير المرئي الذي يمثل اللاعب بإعجاب جماهير السلسلة. أشاد برامويل بتكامل عناصر RPG واللعب التكتيكي، بالإضافة إلى العثور على الموت الدائم للشخصيات المناسبة لعالم اللعبة. كان دينجو إيجابيًا بشأن تصميم المستوى وعناصر التحكم، لكنه حذر من أنه قصير جدًا ويفتقر إلى العمق عند مقارنته بـ فاينل فانتازي تاكتيك أدفانس [الإنجليزية]. وجدت ماسيميلا أن طريقة اللعب سهلة الوصول ومليئة بالتحديات وهي تشق طريقها عبر اللعبة، بينما كانت نوت متشككة بشأن نظام الموت الدائم وانتقدت الاقتصاد داخل اللعبة على الرغم من استمتاعها بالتجربة بشكل عام. قارنه هاريس مرة أخرى بـ أدفانس وير، لكنه قال إن فاير إمبلم لديه ما يكفي من العناصر الفريدة لجعله منتجًا خاصًا به، وأشاد عمومًا بإنجازات العنوان. أشاد بيرنز، الذي كان لديه خبرة في عناوين فاير إمبلم السابقة، باللعبة باعتبارها مشاركة جديرة في السلسلة ومدخلًا جيدًا لتجربته الغرب.

### المبيعات
في أسبوع ترسيمها، دخلت ريكا نو كين مخططات الألعاب اليابانية في المرتبة الثانية بمبيعات بلغت 93.880 وحدة. في الأسبوع التالي، انخفض إلى رقم 4، حيث باع 47550 وحدة أخرى ووصل إجمالي المبيعات إلى 141430 وحدة. في الأسبوع التالي، وصلت إلى رقم 3 بمبيعات إضافية بلغت 23,296 وحدة. استمرت اللعبة بشكل مطرد حتى شهر يوليو، حيث وصلت إلى المركز 21 في قائمة أفضل 100 لعبة مبيعًا في النصف من عام 2003 بإجمالي مبيعات بلغت 223.575 وحدة. اعتبارًا من عام 2012، باعت ريكا نو كين 272000 وحدة في اليابان. على الرغم من عدم توفر رقم مبيعات دقيق للمناطق الغربية، فقد ذكر المطورون لاحقًا أن فاير إمبلم حقق نجاحًا تجاريًا في الخارج، ودفعوا إلى تطوير باث أوف رادينس وحدة تحكم منزلية غيم كيوب.

### الجوائز
تم تسمية فاير إمبلم «اختيار المحرر» من قبل كل من آي جي إن وغيم سباي كجزء من مراجعاتهم. خلال حفل توزيع جوائز عام 2004، اختارت أكاديمية الفنون والعلوم التفاعلية فاير إمبلم «أفضل لعبة محمولة للعام». في نفس العام، منحت الرابطة الدولية لمطوري الألعاب [الإنجليزية] اللعبة «الامتياز في الكتابة» إلى جانب عناوين من بينها بيوند غود أند إيفل وحرب النجوم: فرسان الجمهورية القديمة. في القوائم التي جمعتها آي جي إن وغيمز رادار وغيم إنفورمر، تم تصنيف فاير إمبلم بين أفضل الألعاب لـ GBA.

## روابط خارجية
- Official website باللغة اليابانية